# AMG-1035

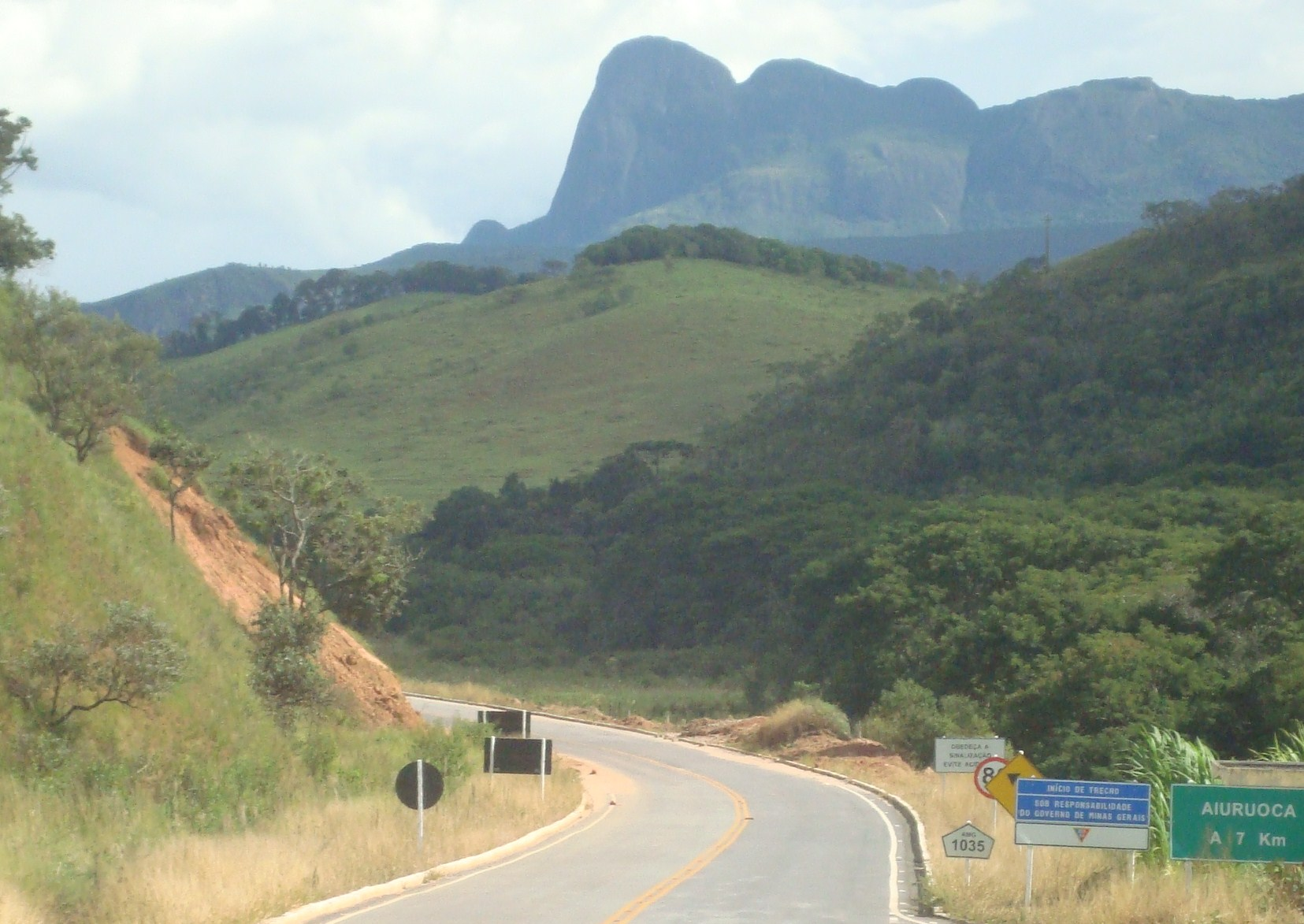
Trecho inicial da rodovia AMG-1035 no município de Aiuruoca, próximo ao entroncamento com a BR-267.

AMG-1035 é uma rodovia brasileira do estado de Minas Gerais, localizada na mesorregião do Sul e Sudoeste de Minas. A rodovia, que é pavimentada e tem 9 km de extensão, integra o circuito turístico das Montanhas Mágicas da Mantiqueira e liga a rodovia federal BR-267 à sede do município de Aiuruoca.